# Heavy Traffic
Heavy Traffic — двадцять п'ятий студійний альбом британського рок-гурту Status Quo, який був випущений 23 вересня 2002 року.

## Список композицій
1. Blues and Rhythm - 4:29
2. All Stand Up - 4:08
3. The Oriental - 4:29
4. Creepin' Up On You - 5:01
5. Heavy Traffic - 4:23
6. Solid Gold - 4:14
7. Green - 3:35
8. Jam Side Down - 3:27
9. Diggin' Burt Bacharach - 2:32
10. Do It Again - 3:40
11. Another Day - 3:47
12. I Don't Remember Anymore - 3:38
13. Money Don't Matter - 3:52
14. Rhythm of Life - 5:05

## Учасники запису
- Френсіс Россі - вокал, гітара
- Рік Парфітт - вокал, гітара
- Джон Едвардс - бас-гітара
- Джефф Річ - ударні
- Енді Боун - клавішні